# Pediobius amaurocoelus
Pediobius amaurocoelus  (лат.) — вид паразитических наездников рода Pediobius из семейства Eulophidae (Chalcidoidea) отряда перепончатокрылые насекомые. Африка (Гана, Египет, Конго, Малави, Нигерия, Сенегал, Того, Южная Африка). Переднеспинка с шейкой, отграниченной килем (поперечным гребнем). Щит среднеспинки с развитыми изогнутыми парапсидальными бороздками. Среди первичных хозяев жуки Piezotrachelus varium (Apionidae), Epilachna similis (Coccinellidae) и бабочки Spodoptera exigua (Noctuidae), Sylepta derogata (Pyralidae), Tortrix capensana (Tortricidae). Ассоциированы с перепончатокрылыми рода Apanteles sp., Apanteles sagax , Apanteles syleptae (Braconidae) и растениями Zea mays (Poaceae), Citrus sp. (Rutaceae).